# Lee Ju-eun
Lee Ju-eun (hangul: 이주은 (); Suwon, provincia de Gyeonggi, 7 de junio de 1995), más conocida monónimamente como Jueun, es una cantante y actriz surcoreana, conocida por haber sido miembro del grupo femenino surcoreano DIA. Hizo su debut en solitario con el sencillo "Easy Breezy" con Seo In-guk el 27 de abril de 2023.

## Biografía, primeros años y educación
Lee Ju-eun nació el 7 de junio de 1995 en Suwon, provincia de Gyeonggi, Corea del Sur. Asistió a la Universidad Nazarena de Corea, donde se especializó en Música Práctica.

## Carrera

### Predebut:K-pop Star 2
En 2012, Lee apareció en la segunda temporada del reality show de competencia de SBS K-pop Star como concursante. Fue eliminada en la ronda de audición de batalla, la cuarta ronda del programa donde las concursantes compiten por un lugar en el Top 10, en el undécimo episodio. En 2014, participó una vez más en la tercera temporada del programa, pero fue eliminada antes en el décimo episodio en la ronda de audición de casting, una ronda antes de la audición de batalla.
Ella fue aprendiz de Polaris Entertainment durante tres años antes de unirse a MBK Entertainment.

### 2017-2019: Debut con DIA y actividades en solitario
En abril de 2017, MBK Entertainment anunció sus planes de agregar dos nuevos miembros, Jueun y Somyi, para unirse al grupo femenino DIA. MBK describió a ambas como miembros con excelentes habilidades vocales. Lee hizo su debut oficial como miembro de DIA con el lanzamiento del segundo álbum de estudio del grupo, YOLO.
En 2018, Lee participó en el ciclo de promoción Black Heart de UNB como bailarina de fondo para el sencillo del mismo nombre junto a Lee Han-gyul, el exmiembro de Beatwin Jungha y Anne de SIS. Lee hizo su debut actoral en la serie web Do Dream de Bridge TV, que se emitió a mediados de octubre, como Go Yu-na, una estudiante de honor con una voz encantadora. También lanzó la canción "Lost Star" para la banda sonora de la serie. Más tarde apareció en el especial dramático de KBS The Expiration Date of You and Me como Park Se-hee, una chica fría que seguía rechazando las confesiones del protagonista masculino en el pasado.
El 1 de febrero de 2019, MBK Entertainment confirmó que Lee asumiría un papel principal en una serie web producida por urban-bnt llamada I Started Following Romance. Interpretó a Yoo In-byeol, una estudiante universitaria en su último año con algunos intereses amorosos, incluido el protagonista masculino. En septiembre de 2019, Lee participó en el programa de supervivencia V-1 para seleccionar a la Reina Vocal entre los distintos miembros de varios grupos femeninos, donde solo las 12 mejores en votos progresarían y actuarían en el programa. Quedó décima en las votaciones preliminares, clasificándose así para actuar en el espectáculo. Perdió ante Siyeon de Dreamcatcher en la primera ronda con una puntuación de 51:48.

### 2023-presente: Debut en solitario
Tras su salida de Pocketdol Studio (una subsidiaria de MBK Entertainment) el 15 de septiembre de 2022, Lee firmó un contrato exclusivo con Aer Music el 19 de diciembre.
El 3 de marzo de 2023, Lee lanzó la canción "The First Moment" para la banda sonora de Kokdu: Season of Deity de MBC TV. El 27 de abril, Lee hizo su debut en solitario con su primer sencillo "Easy Breezy", con Seo In-guk. El 4 de octubre, Lee lanzó un nuevo sencillo llamado "Paradise".
El 28 de junio de 2024, Lee lanzó su primer sencillo digital titulado "Stay".

## Discografía

### Álbumes sencillo
| Título                                                                                       | Detalles | Posiciones más altas en los gráficos | Ventas       |
| Título                                                                                       | Detalles | COR                                  | Ventas       |
| -------------------------------------------------------------------------------------------- | --- | ------------------------------------ | ------------ |
| Easy Breezy                                                                                  | - Fecha de lanzamiento: 27 de abril de 2023 - Etiqueta: Aer Music - Formatos: CD, descarga digital, streaming       | 66                                   | - COR: 1,333 |
| Stay                                                                                         | - Fecha de lanzamiento: 28 de junio de 2024 - Etiqueta: Música del episodio - Formatos: Descarga digital, streaming | —                                    | —            |
| "—" denota lanzamientos que no aparecieron en las listas o que no se lanzaron en esa región. | |                                      |              |

### Sencillos
| Título                                                          | Año                     | Álbum                      |
| Como artisita principal                                         | Como artisita principal | Como artisita principal    |
| --------------------------------------------------------------- | ----------------------- | -------------------------- |
| "Easy Breezy" (feat. Seo In-guk)                                | 2023                    | Easy Breezy                |
| "Paradise"                                                      | 2023                    | Sencillo sin álbum         |
| "Stay" (Original Ver.)                                          | 2024                    | Stay                       |
| "1,2,3,4" (feat. Moon Su-jin)                                   | 2024                    | Sencillos sin álbum        |
| "Santa, I have a Wish..."                                       | 2024                    | Sencillos sin álbum        |
| Colaboraciones                                                  |                         |                            |
| "I Don't Know You Don't Know" (알듯 말듯) (Snowman feat. Jueun) | 2017                    | Sencillo sin álbum         |
| Apariciones en bandas sonoras                                   |                         |                            |
| "Lost Star"                                                     | 2018                    | Do Dream OST               |
| "The First Moment" (처음 순간)                                  | 2023                    | Kokdu: Season of Deity OST |

## Videografía

### Videos musicales
| Título                           | Año  | Director                      | Duración | Ref.   |
| -------------------------------- | ---- | ----------------------------- | -------- | ------ |
| "Easy Breezy" (feat. Seo In-guk) | 2023 | Sehoon Jeon                   | 3:08     | [ 24 ] |
| "Stay"                           | 2024 | Sui Film (A Years Production) | 3:01     | [ 25 ] |
| "1,2,3,4" (feat. Moon Su-jin)    | 2024 | ND Kim (Indeed)               | 3:49     | [ 26 ] |

## Filmografía

### Series de televisión
| Año  | Título                                                 | Papel       | Notas            | Ref.          |
| ---- | ------------------------------------------------------ | ----------- | ---------------- | ------------- |
| 2018 | KBS Drama Special: "The Expiration Date of You and Me" | Park Se-hee | Papel secundario | [ 11 ] [ 12 ] |
| 2018 | To. Jenny                                              | Aprendiz    | Cameo (Ep. 1)    |               |

### Series web
| Año  | Título                      | Papel               | Notas           | Ref.          |
| ---- | --------------------------- | ------------------- | --------------- | ------------- |
| 2018 | Do Dream                    | Go Yu-na            | Papel principal | [ 11 ]        |
| 2019 | I Started Following Romance | Yoo In-byeol        | Papel principal | [ 13 ] [ 14 ] |
| 2019 | My First First Love         | Amiga de Han Song-i | Invitada        |               |

### Programas de televisión
| Año  | Título       | Papel       | Notas                                        | Ref.                 |
| ---- | ------------ | ----------- | -------------------------------------------- | -------------------- |
| 2012 | K-pop Star 2 | Concursante | Eliminada en la ronda de audición de batalla | [ 2 ] [ 3 ]          |
| 2014 | K-pop Star 3 | Concursante | Eliminada en la ronda de audición de casting | [ 4 ]                |
| 2019 | V-1          | Concursante | Eliminada en la primera ronda                | [ 15 ] [ 16 ] [ 17 ] |